# 里卡多·菲利佩里
里卡多·菲利佩里（Riccardo Filippelli，1980年7月4日—）生於義大利皮斯托亞，是一名義大利射擊運動員，主攻定向飛靶項目，曾獲得2018年世界射擊錦標賽男子定向飛靶季軍。

## 外部連結
- ISSF （页面存档备份，存于）